# Tanacetum larvatum
Tanacetum larvatum — вид рослин з роду пижмо (Tanacetum) й родини айстрових (Asteraceae). Це багаторічна трав'яниста рослина.

## Середовище проживання
Поширений у Сербії, Чорногорії, Македонії; присутність в Албанії під питанням. Це субальпійський ендемічний вид, який росте між 1500 і 2400 м н. р. м..